# ゆうゆうサロン岡山

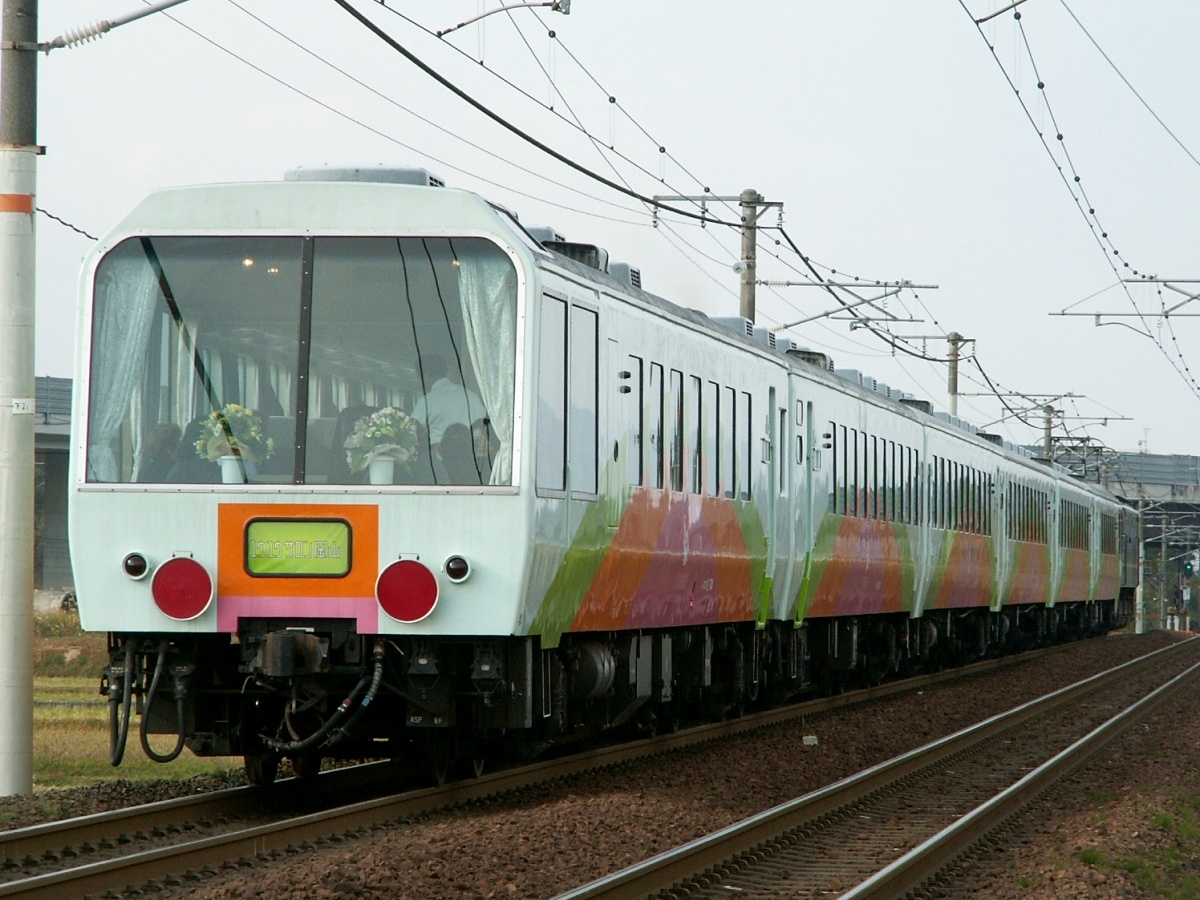
ゆうゆうサロン岡山

ゆうゆうサロン岡山（ゆうゆうサロンおかやま、YOU YOU SALON OKAYAMA）は、日本国有鉄道（国鉄）が1985年（昭和60年）に改造製作し、1987年（昭和62年）4月の国鉄分割民営化以降は西日本旅客鉄道（JR西日本）が2011年（平成23年）まで保有していた欧風客車で、ジョイフルトレインと呼ばれる車両の一種である。

## 概要
岡山鉄道管理局向けとして12系客車を改造して製作された欧風客車である。1985年に幡生車両所（現・下関総合車両所本所）で改造に着手し、同年11月に完成した。
愛称の「ゆうゆうサロン岡山」は一般公募1,835通の中から選定された。「ゆうゆう」には
- 悠々：ゆったりと落ち着いた旅を
- 遊：旅を楽しもうとする遊び心
- 友：気の置けない仲間となごやかな旅を
- 裕・優：ゆったりとリッチな旅を
- 誘：旅への誘い、旅心を駆り立てる

の意味を持たせている。

## 車両
※本節では主に改造落成当時の内容について記す。

### 編成概説
編成は以下の6両で構成される。（ ）内は旧番号。
- 1号車：スロフ12 703（スハフ12 28）〈展望車〉
- 2号車：オロ12 707（オハ12 160）〈中間車〉
- 3号車：オロ12 709（オハ12 51）〈中間車・本部室車〉
- 4号車：オロ12 708（オハ12 211）〈中間車〉
- 5号車：オロ12 710（オハ12 106）〈中間車〉
- 6号車：スロフ12 704（スハフ12 53）〈展望車〉

定員は展望車と本部室車が24人、本部室車を除く中間車は30人。客席は定員外スペースの展望室・本部室を除き、すべてオープン座席（開放型）のリクライニングシートとなっている。全車両ともグリーン車扱いである。
落成当初の車体塗装は赤7号地で、車体側面上下に金色の帯を配している。展望車には帯と同じ金色で「ゆうゆうサロン」のロゴを入れている。

### 中間車
2・4・5号車が該当する。
客室内の通路を端に寄せ、座席取り付け部の床は200mm かさ上げし、一方に1人掛け、他方に2人掛けのリクライニングシートを配置している。1人掛、2人掛の座席は縦一列に並べず交互に配置して視界を広くしている。座席は360度回転可能で45度ごとに固定することができ、読書灯・足載せ台・肘掛け収納式テーブルを設置している。座席背もたれは65度まで倒すことができる。客室の端には50インチのビデオスクリーンとカラオケ・ビデオ機器を設置している。シートピッチ（座席の前後間隔）は従来と同じく1580mm であり、窓割とシートピッチが一致している。
照明は従来の蛍光灯を撤去し、シャンデリアと白熱灯の補助灯を設置している。
客室とデッキの間には更衣室を設置し、前位（便所・洗面所と反対側）のデッキは撤去してその部分にリネン室を新設している。撤去したデッキ部分の側面ドアはふさがれ、縦長の小窓が設置された。そのため出入口は側面1か所となった。
窓は従来のユニット窓から固定式の1枚窓に取り替えられた。また、更衣室を設置したため、デッキ寄りの窓1枚がふさがれている。
冷房装置は従来通りAU13形分散式冷房装置のままであるが、1台撤去されて5台となっている。座席の配置が従来と全く異なっているため、暖房装置は従来の電気暖房に代わり温風暖房としている。
便所・洗面所は従来通り設置されている。

### 中間車（本部室車）
3号車が該当する。基本構造は他の中間車と同じであるが、客室前位側の約3mの部分（側面窓2枚分）は団体引率者の打ち合わせや休憩のための本部室となっており、ソファと冷蔵庫を備える。各車への業務放送や一斉放送をこの本部室から行うことができる。

### 展望車
展望車は従来のスハフ12形の乗務員室側連結面を内側に向け、従来の連結面側の端部約4mを切り落として展望室部分を接合している。また、乗務員室側連結面は編成の中間を向くため、車体断面が従来の丸妻から切妻に改造されている。
展望室の前面部分は車体断面に約10度の傾斜がつけられ、窓ガラスは平面ガラスの2枚窓となっている。展望室の側面部分には大きな窓を2枚設け、車体上部に天窓を設けている。展望室内にはソファを置いている。また展望室の窓にビデオカメラを設置し、このビデオカメラで撮影した列車後部の映像を各車のビデオスクリーンに流すことができる。
展望室以外の一般客室の構造は中間車と同一で、窓も中間車と同様の固定窓となっており、デッキ寄りの窓1枚がふさがれている。展望室と一般客室はアコーディオンカーテンで仕切ることができる。
冷房装置は従来のAU13形分散式冷房装置5台設置のままである。連結面側を切断したため便所・洗面所はなくなり、出入口も側面1か所のみとなっている。暖房は中間車と同様、温風暖房を新設している。

### 台車・機器
各車両とも台車・機器については従来通りで、両端展望車の床下に設置しているDMF15HSG形ディーゼルエンジンとDM82形発電機により各車に給電する。連結器は従来の密着自動連結器のままだが、緩衝器については従来のRD11形ゴム緩衝器を改良したRD011形に変更し、発車時などに生じる衝撃を緩和させている。

## 専用機関車
| EF65 123（旧塗装） |  | EF65 123（新塗装） |
| EF65 123（旧塗装） |  | EF65 123（新塗装） |

営業運転にあたり、電気機関車EF65 123が専用機関車となり、客車と同じ色に塗り替えられた。その後、客車の延命工事（後述）の際にオレンジ色一色に塗り替えられたが、2002年（平成14年）8月31日付で廃車となった。

## 運用
落成後、岡山運転所に配置され、1985年11月16日に営業運行を開始した。当初は岡山地区発の団体臨時列車のほか、岡山から各地への臨時急行列車などにも使用された。国鉄分割民営化後はJR西日本（岡山支社）に承継された。

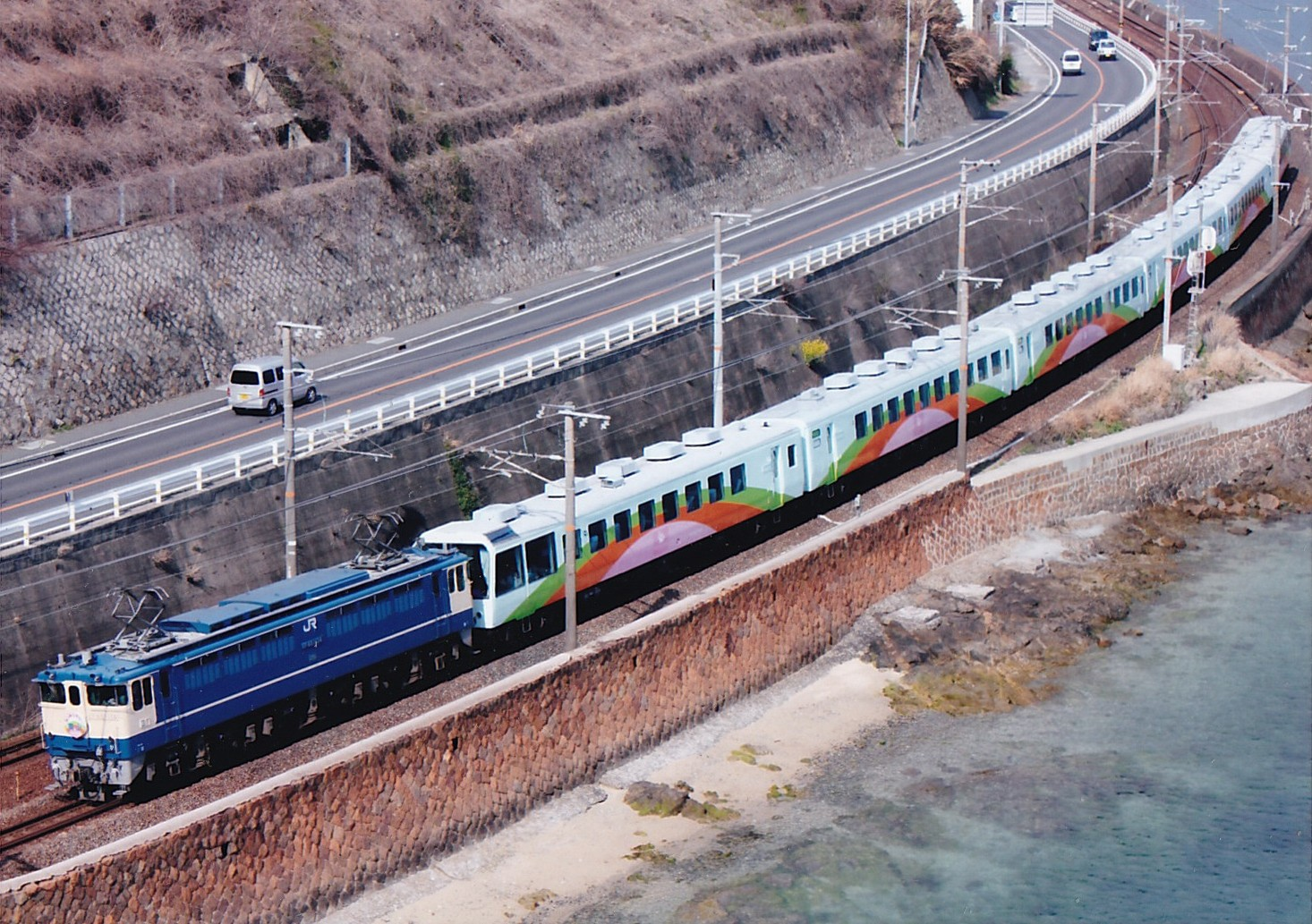
「ありがとう！ "ゆうゆうサロン岡山"ファイナランツアー」号

1993年（平成5年）12月末に延命工事が実施され、2両単位で1・6号車が鷹取工場、2・5号車が吹田工場、3・4号車が後藤車両所で行われた。中間車では大きな構造の変化はなかったが、両端車では展望室まわりを中心に改造が行われ、展望室の暑さ対策として高屋根部分を短縮し、その位置に冷房装置を移設するとともに、非常口を新設している。外板塗色は白地に薄緑・オレンジ・紫色の山型模様の塗装に塗り替えられ、「ユウユウサロン岡山」と改称された。岡山電車区に配置され使用されたが、2011年（平成23年）3月26・27日をもって運用を終了。同年10月31日付で廃車となった。